# Carn Liath (broch)

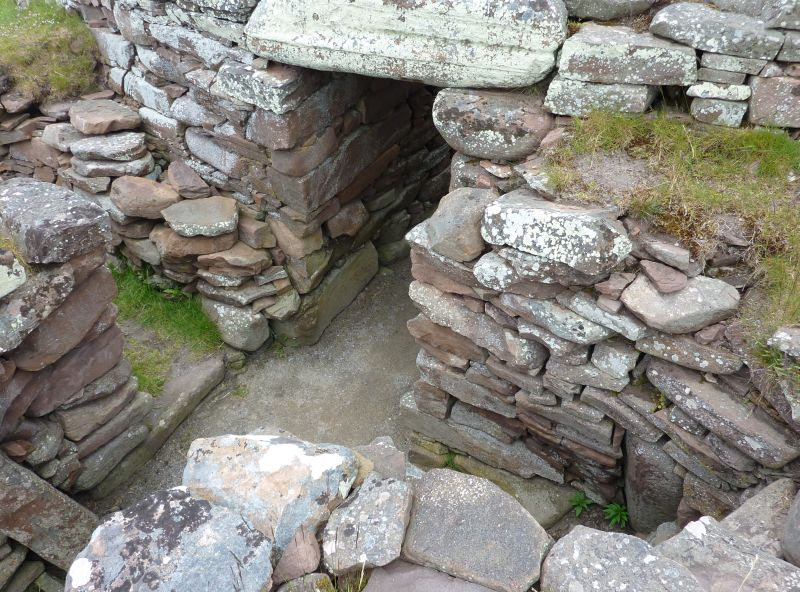
De ingang van de broch vanaf de buitenzijde. Rechts de kleine noordelijke nis, linksonder de gang die in het verlengde van de ingang loopt en links de gang die zuidwaarts loopt.

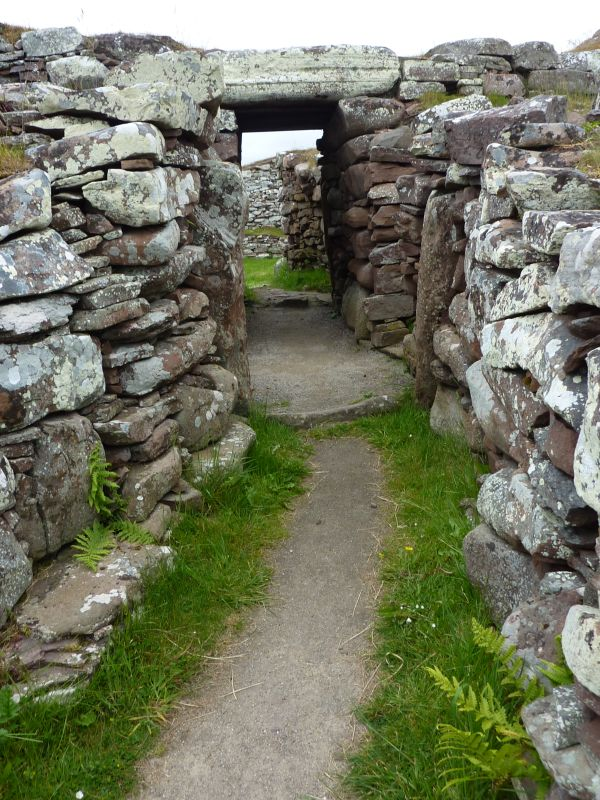
De gang aan de buitenzijde die naar de broch toeloopt.

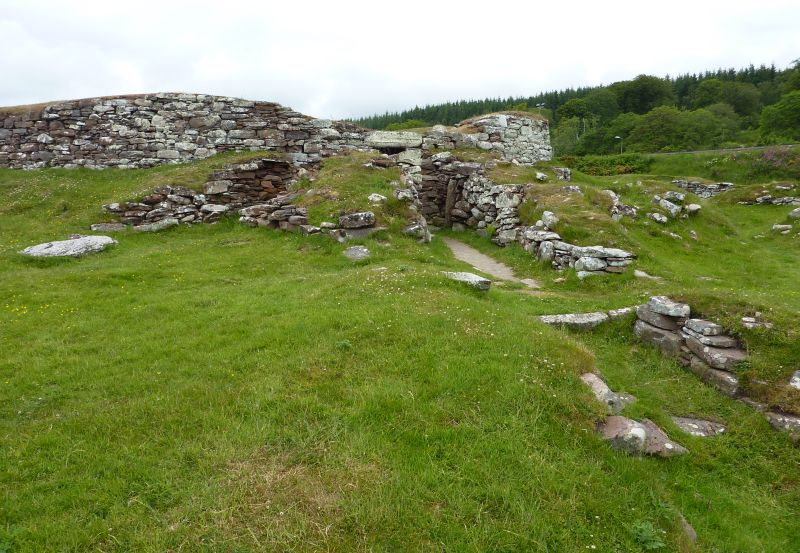
De broch vanaf het zuidoosten.

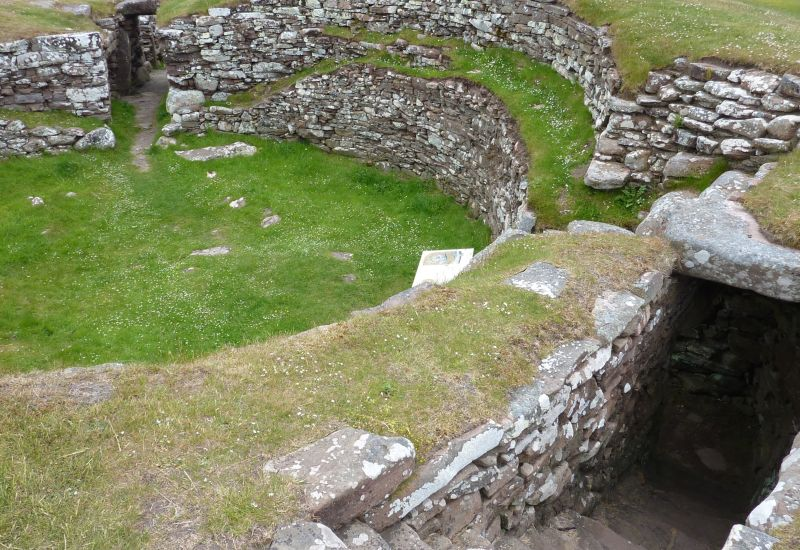
Rechtsonder de trap in de muur van de broch. Links is de binnenste open ruimte en de ingang van de broch zichtbaar.

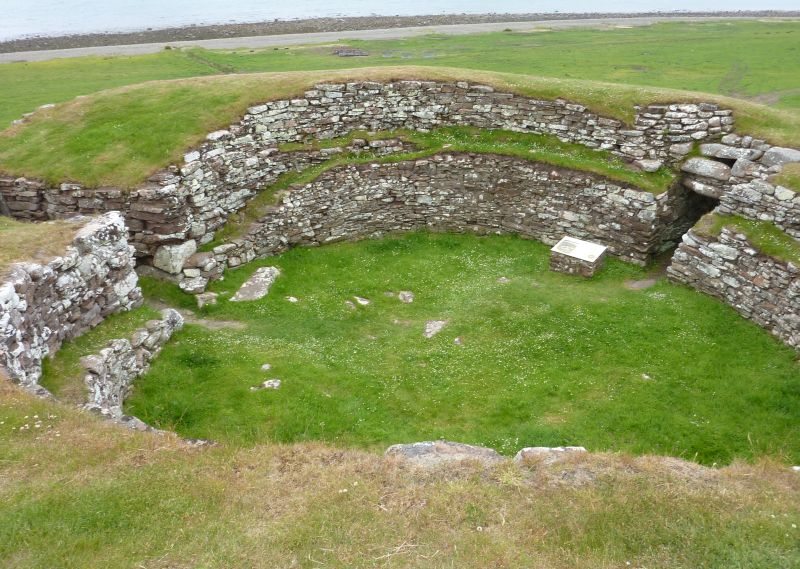
De binnenzijde van de broch vanaf het noorden, met links de ingang en rechts de deur naar de kamer met de trap.

Carn Liath is een broch, gelegen 2,5 kilometer ten oosten van Dunrobin, in het graafschap Sutherland van de Schotse Hooglanden.

## Locatie en naam
Carn Liath bevindt zich langs de A9 aan de oostkust van Schotland, 2,5 km ten oosten van Dunrobin. De broch ligt ongeveer 200 meter van de kust van de Noordzee. Tien kilometer naar het noorden ligt een andere broch, namelijk Cinn Trolla Broch. Vanaf Carn Liath kan men Dunrobin Castle in het westen zien liggen.
Carn Liath heeft, ongebruikelijk voor een broch, niet het woord broch of dun in de naam. Dit komt doordat men aanvankelijk dacht dat het bouwwerk geen broch of versterkte plaats was, maar een graf (cairn). Liath is een woord uit het Gaelic en betekent grijs. De naam Carn Liath kan dus vertaald worden met Het Grijze Graf.

## Geschiedenis
De plaats van Carn Liath werd al bewoond in de bronstijd. Er zijn aanwijzingen rondom de broch gevonden dat er in die tijd constructies met houten palen stonden en een ringmuur. De broch zelf stamt uit de IJzertijd, vermoedelijk uit de periode tussen 100 voor Chr. en 100 na Chr. De plaats is nadien nog lange tijd bewoond gebleven, mogelijk tot 500 na Chr. De bijgebouwen rondom de broch stammen vermoedelijk uit de periode van na de bouw van de eigenlijke broch.
De broch werd in de negentiende eeuw voor het eerst archeologisch onderzocht door de hertog van Sutherland. Ook in de twintigste eeuw hadden opgravingen plaats, onder andere in 1972 en 1987
.

## Bouw

### Broch
Carn Liath vertoont meerdere typische kenmerken van een broch; er is een brede ronde muur met in het centrum een ronde binnenplaats, één gang geeft toegang tot het binnenste van de broch en in de muur zijn er vertrekken en een trap aanwezig.
De toegang van de broch bevindt zich aan de oostzijde en is 2,1 meter hoog en 0,9 meter breed. Deze gang gaat door de gehele muur en is 5,5 meter lang. Halverwege deze gang bevindt zich aan de rechterzijde een kleine kamer, een zogenaamde guard cell. De diameter van de centrale open ruimte in de broch is 9,2 meter. De muur is op de dikste plaats 6,7 meter. De muur is nog ongeveer 3,6 meter hoog; de oorspronkelijke hoogte is onbekend.
Aan de zuidwestelijke zijde van de centrale open ruimte bevindt zich een deur tot een kleine kamer in de muur. Vanuit deze kamer begint een trap in de muur die rechtsom draait, parallel aan de buitenzijde van de muur. In andere brochs, zoals bijvoorbeeld Dun Troddan en Dun Telve, is er in de kamer van waaruit de trap begint genoeg ruimte om eventueel spullen op te slaan, maar in het geval van Carn Liath lijkt deze kamer alleen bedoeld te zijn als doorgang naar de trap. De trap leidt naar de bovenzijde van de muur.
Onder de grond in de centrale ruimte van de broch zijn twee kamers gevonden. De grootste ligt precies in het midden en een kleinere kamer ligt tegen de noordelijke wand. De grootste kamer is 3,9 bij 2,1 meter groot en 2,4 meter diep. Vanuit deze kamer loopt naar het oosten een kleine gang, mogelijk de oorspronkelijke toegang tot deze kamer. De noordelijke kamer is 2,4 bij 1,8 meter en 1,8 meter diep. Beide kamers zijn weer opgevuld met aarde en men kan alleen door een geringe oneffenheid van het grondoppervlak in de broch een indruk krijgen van waar deze kamers zich bevinden. Dergelijke kamers zijn ook gevonden in de Broch van Dunbeath.
Aan de binnenzijde van de broch bevindt zich, zoals in de meeste brochs, een scarcement ledge. Meestal betreft dit een richel van dunne stenen die uit de muur steken. In Carn Liath betreft het echter geen dunne richel, maar evenals bijvoorbeeld Clickimin Broch, wordt de scarcement ledge gevormd doordat de muur naar boven toe smaller is gemaakt; oftewel de binnenste diameter van de broch wordt plotseling iets meer dan een meter groter, waardoor een rand langs de muur ontstaat. Men vermoedt dat een dergelijke rand gebruikt werd om een houten vloer op te plaatsen.

### Bijgebouwen
Direct voor de ingang van de broch zijn er stenen constructies aanwezig. Deze muren vormen twee gangen; de ene gang gaat vanuit de ingang van de broch direct naar rechts (naar het zuiden) en loopt langs de broch, de andere gang loopt bijna in het verlengde van de toegang van de broch rechtdoor naar het oosten. Op de kruising van de twee paden en de ingang van de broch, bevindt zich aan de noordzijde een kleine nis. De gang die naar het zuiden loopt was in de negentiende eeuw nog overdekt. In een steen die de bovendorpel van deze gang vormde, werden destijds markeringen aangetroffen. De betekenis van de markeringen is onduidelijk.
Ten noordwesten van de broch bevindt zich een lage muur, die parallel aan de muur van de broch loopt. Ook ten noordoosten van de broch zijn er nog fundamenten van enkele gebouwen.

## Vondsten
Tijdens de opgravingen in de negentiende eeuw werden er skeletten van dieren gevonden in en rondom de broch. Slechts één menselijk skelet werd aangetroffen in de broch zelf, namelijk op de scarcement ledge. Het is onduidelijk uit welke periode dit skelet stamt. Verder werden er enkele menselijke skeletten rondom de broch gevonden. Stenen gebruiksvoorwerpen waren onder andere hamers, schijven, ringen en kommen. Ook werden er kammen van been gevonden, bronzen platen, een zilveren mantelspeld, een ijzeren dolk en aardewerk.

## Beheer
Carn Liath wordt beheerd door Historic Environment Scotland. De broch is vrij toegankelijk. Een aantal van de vondsten uit Carn Liath wordt bewaard in het Museum van Dunrobin.